# Veckring
 Veckring  es una población y comuna francesa, en la región de Lorena, departamento de Mosela, en el distrito de Thionville-Est y cantón de Metzervisse.

## Demografía
| 846 | 733 | 702 | 644 | 688 | 687 |
| Para los censos de 1962 a 1999 la población legal corresponde a la población sin duplicidades (Fuente: INSEE [Consultar]) |     |     |     |     |     |